# Dermal
Dermal (zu gr. derma – „Haut“; Synonyme: dermatisch, kutan) ist ein medizinischer Fachbegriff. Das so Bezeichnete ist entweder der Haut zugehörig bzw. aus Anteilen der Haut gebildet oder wird auf bzw. über die Haut angewendet.